# Ivany
Ivany (en francès Yvain, en anglès Ywain, també escrit Owain, Ewain o Uwain) és un cavaller de la taula rodona i un dels personatges primerencs de la llegenda artúrica, sent citat ja per Geoffrey de Monmouth en la Historia Regum Britanniae a mitjans del segle xii. També n'és un dels més populars, protagonista d'El cavaller del lleó de Chrétien de Troyes, i personatge prominent en moltes històries posteriors. Se'l presenta com a fill d'Urien (personatge històric) i de la fada Morgana en gairebé tota la literatura on apareix.